# اس‌اس سیمریک
اس‌اس سیمریک (به انگلیسی: SS Cymric) یک زیردریایی بود که طول آن ۵۸۵ فوت ۵ اینچ (۱۷۸٫۴۴ متر) بود. این زیردریایی در سال ۱۸۹۷ ساخته شد.